# Murrayville (Illinois)
Murrayville es una villa ubicada en el condado de Morgan en el estado estadounidense de Illinois. En el Censo de 2010 tenía una población de 587 habitantes y una densidad poblacional de 462,53 personas por km².

## Geografía
Murrayville se encuentra ubicada en las coordenadas 39°34′55″N 90°15′6″O / 39.58194, -90.25167. Según la Oficina del Censo de los Estados Unidos, Murrayville tiene una superficie total de 1.27 km², de la cual 1.27 km² corresponden a tierra firme y (0%) 0 km² es agua.

## Demografía
Según el censo de 2010, había 587 personas residiendo en Murrayville. La densidad de población era de 462,53 hab./km². De los 587 habitantes, Murrayville estaba compuesto por el 98.64% blancos, el 0.34% eran afroamericanos, el 0% eran amerindios, el 0.34% eran asiáticos, el 0% eran isleños del Pacífico, el 0% eran de otras razas y el 0.68% pertenecían a dos o más razas. Del total de la población el 1.02% eran hispanos o latinos de cualquier raza.